# Arquipélago das Marquesas

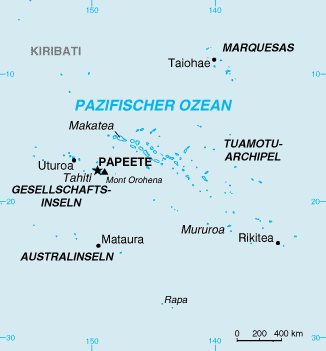
Localização do arquipélago das Austrais na Polinésia Francesa

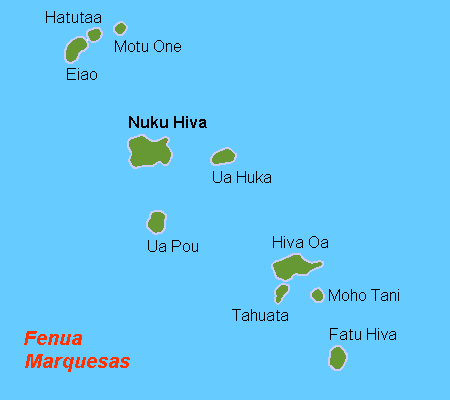
Mapa das Ilhas Marquesas.

As Ilhas Marquesas (/mɑrˈkeɪsəs/; em francês:  Îles Marquises or Archipel des Marquises or Marquises; Marquesano: Te Henua ʻEnana (Marquesano do Norte) and Te Fenua ʻEnata (Marquesano do Sul), ambos significando "a terra dos homens") são um grupo de ilhas vulcânicas na Polinésia Francesa, uma coletividade ultramarina da França no sul do Oceano Pacífico. Seu ponto mais alto é o pico do Monte Oave (em francês: Mont Oave) na ilha de Ua Pou, a 1.230 m  acima do nível do mar.
A pesquisa arqueológica sugere que as ilhas foram colonizadas no século 10 dC por viajantes da Polinésia Ocidental. Ao longo dos séculos que se seguiram, as ilhas mantiveram uma "cultura, biologia e linguagem notavelmente uniformes". As Marquesas receberam o nome do vice-rei espanhol do Peru no século XVI, o Marquês de Cañete pelo navegador Álvaro de Mendaña, que os visitou em 1595.
As Ilhas Marquesas constituem uma das cinco divisões administrativas (subdivisões administrativas) da Polinésia Francesa. A capital da subdivisão administrativa das Ilhas Marquesas é a cidade de Taiohae, na ilha de Nuku Hiva. A população das Ilhas Marquesas era de 9.346 habitantes na época do censo de agosto de 2017.

## Ilhas do Arquipélago das Marquesas

### Marquesas do Norte

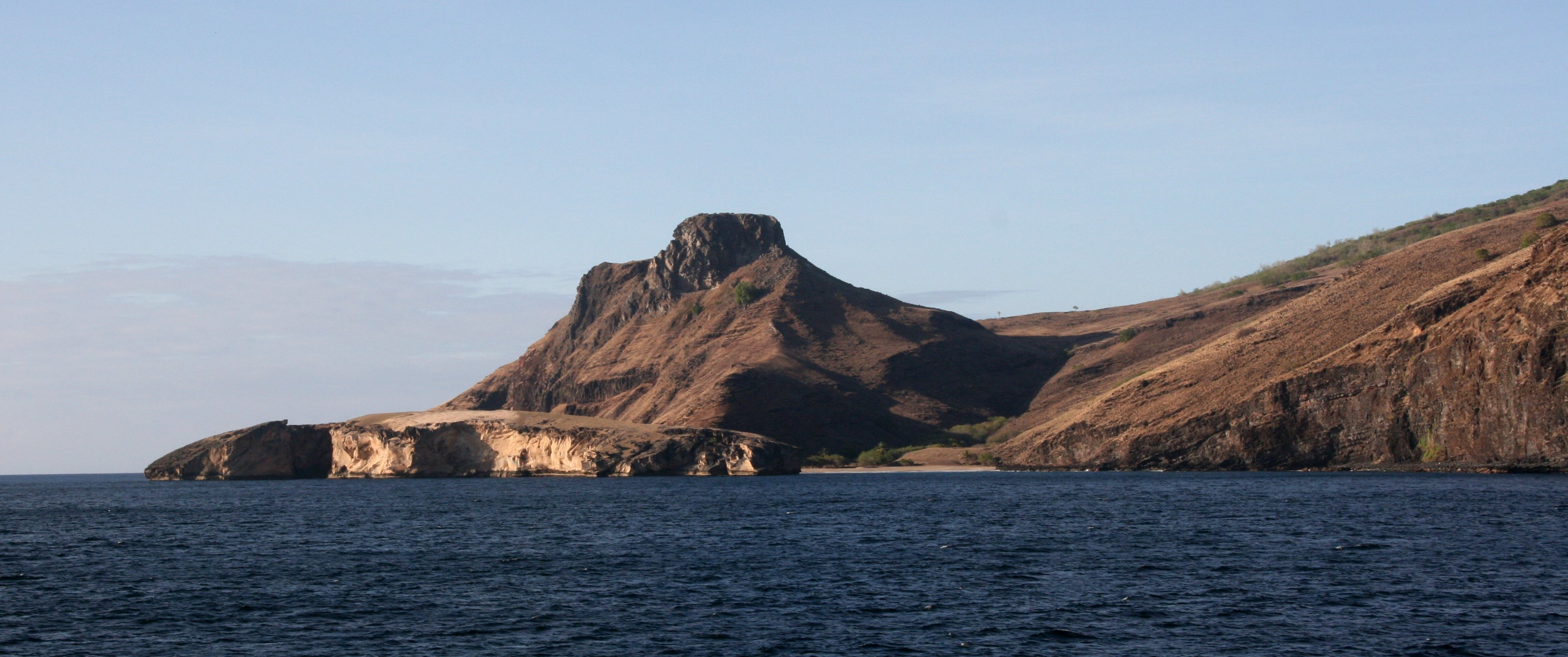
Ua Huka

- Eiao
- Hatutu
- Motu Iti
- Motu Oa
- Motu One
- Nuku Hiva
- Ua Huka
- Ua Pou

### Marquesas do Sul

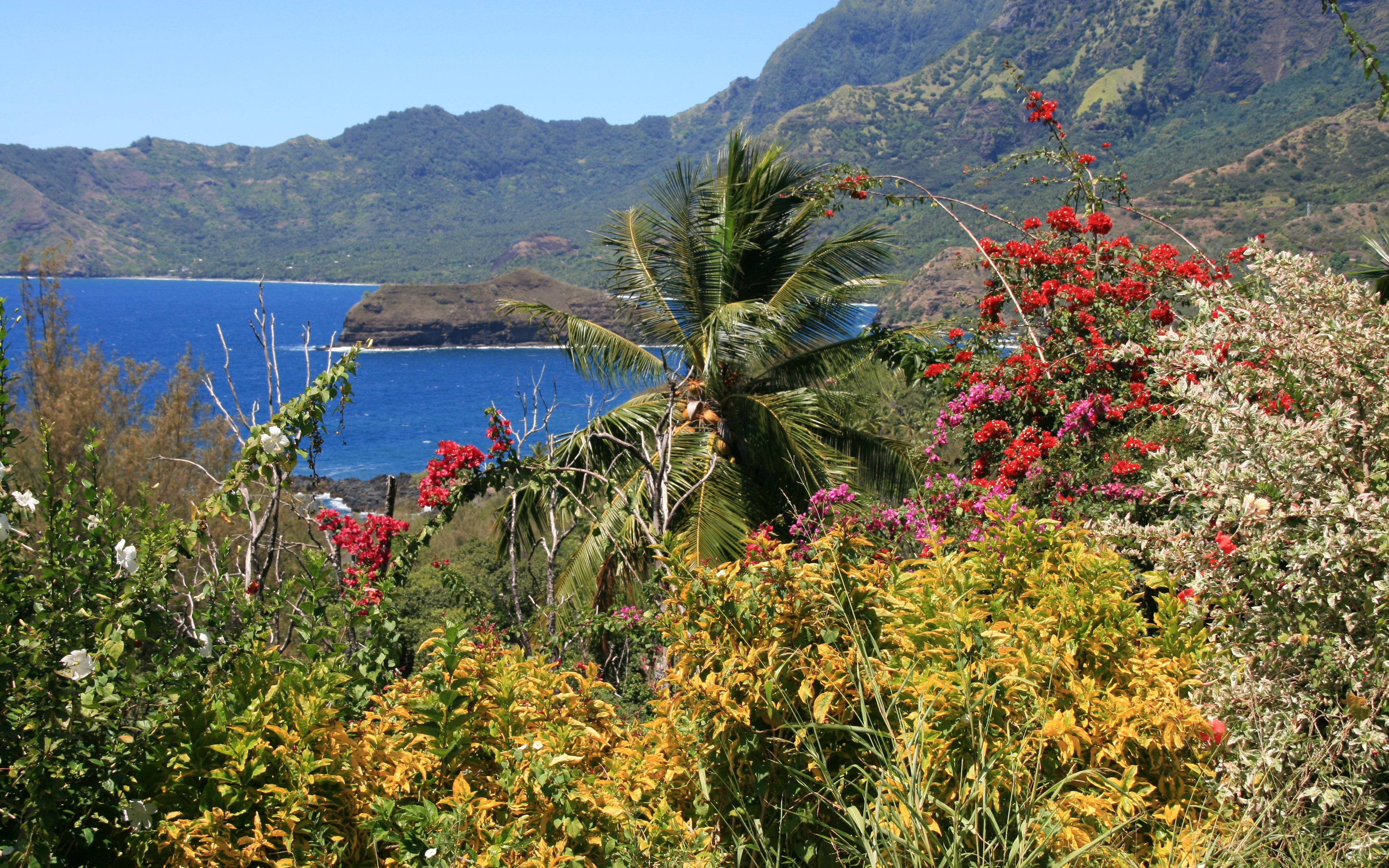
Hiva `Oa

- Fatu Hiva
- Fatu Huku
- Hiva Oa
- Moho Tani
- Motu Nao
- Tahuata
- Terihi

## Divisão Administrativa

Bandeira do Arquipélago das Marquesas

As Marquesas, assim como as demais ilhas da Polinésia Francesa são divididas em comunas. São, no total, seis comunas:
- Comuna de Fatu Hiva
- Comuna de Hiva Oa
- Comuna de Nuku Hiva (Capital-Administrativa)
- Comuna de Tahuata
- Comuna de Ua Huka
- Comuna de Ua Pou

## Cultura

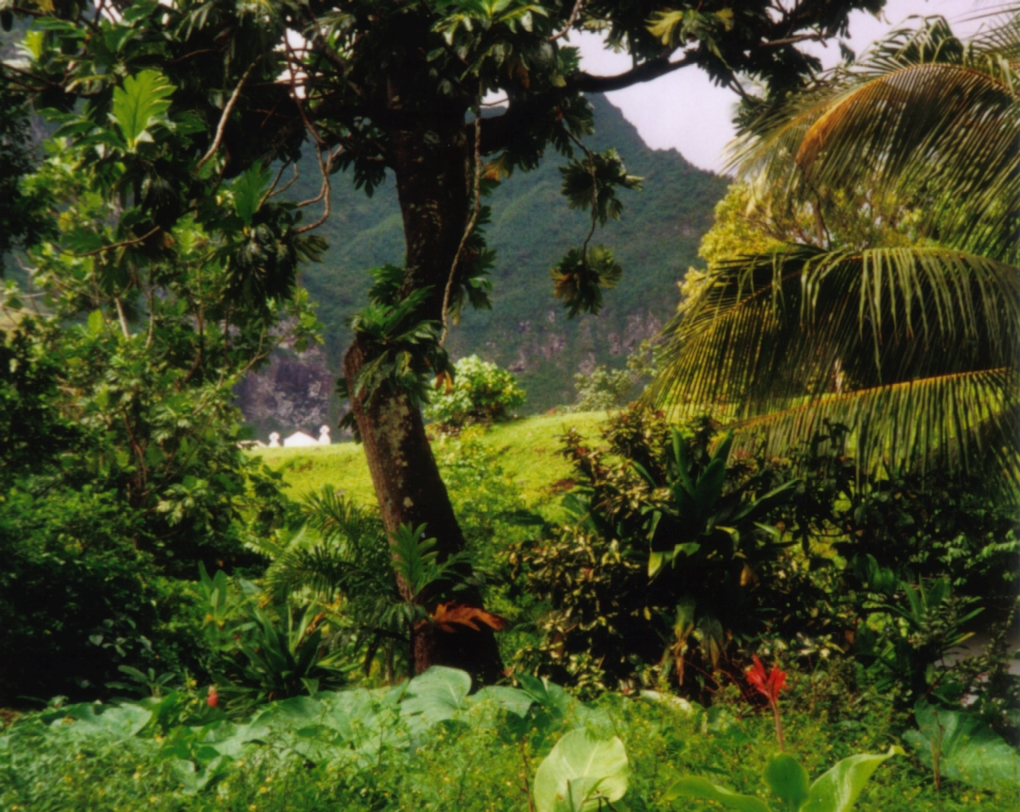
Floresta tropical em Fatu Hiva, Ilhas Marquesas.

As Ilhas Marquesas foram outrora um importante centro da civilização polinésia oriental (o Havai foi provavelmente povoado a partir das Marquesas, como demonstra o parentesco da língua havaiana com a língua marquesana).

## Língua
O marquesano é oficialmente reconhecido como uma língua regional da França. Ele subdivide-se em dois dialectos que correspondem aos dois grupos de ilhas (alguns linguistas consideram-nos dois idiomas distintos). O marquesano é regulado pela Academia marquesana, criada em 2000 pela Assembleia da Polinésia Francesa.